# 長崎電気軌道4号系統
4号系統（4ごうけいとう）は、長崎電気軌道が運行する路面電車の運転系統の一つである。長崎市の崇福寺を起点とし、浜町アーケード、市役所を経て、蛍茶屋へ至る。方向幕は黄色（■）。
路線では本線（崇福寺 - 浜町アーケード）と蛍茶屋支線（浜町アーケード - 蛍茶屋）に本系統が運行される。
このうち崇福寺 - 浜町アーケードは路線では終点から起点の方向になっている。
2013年4月1日のダイヤ改正に伴い、運転時分の見直しが行われた。
2016年2月29日のダイヤ改正に伴い、3号系統赤迫行きの完全復旧まで一時的に終日20分間隔に変更となった。これに併せて、西浜町電停で1号系統と2・5号系統との乗り継ぎができるようになった（1号系統赤迫行き又は浦上車庫前行き→2・5号系統蛍茶屋行きおよび2号系統赤迫行きまたは5号系統石橋行き→1号系統正覚寺下（現・崇福寺）行きの乗り継ぎのみ有効）。ただし長崎スマートカードでの自動乗り継ぎには対応しないので長崎スマートカードでの利用者にも乗り継ぎ券を配っている。同年5月23日に3号系統赤迫行きが復旧したため、12分間隔に変更した。しかし、6月2日に公会堂前（現・市役所）にて4回目の脱線事故が起きたため6月10日より2月29日のダイヤ改正時と同じく20分間隔での運転に変更となった。(同様に1号系統→2･5号系統の乗り継ぎも可能となった。)2017年10月23日から11月28日まで3号系統が赤迫 - 公会堂前（現・市役所）の折り返しとなったため乗り継ぎが必要となり8分間隔に変更。同年11月29日、3号系統が全線再開したため日中12分間隔での運用に変更。
2019年6月27日のダイヤ改正に伴い、日中20分間隔、一日88本の運行に変更となった。
2022年9月1日のダイヤ改正で、朝夕の各6往復、計24本のみに減便となった。これに併せてIC乗り換え対象電停に長崎駅前と西浜町を追加。

## 系統概要
- 全長：2.9km
- 所要時間：約14分
- 運行間隔：約20分間隔

## 停留場一覧
- 全区間長崎県長崎市内に所在。全区間併用軌道。

| 路線       | 停留場 番号 | 停留場名         | 読み                 | 停留所 間距離 (km) | 崇福寺 からの 距離 (km)                              | 周辺施設                                   |
| ---------- | ----------- | ---------------- | -------------------- | ------------------ | ---------------------------------------------------- | ------------------------------------------ |
| 本線       | 35          | 崇福寺           | そうふくじ           | -                  | 0.0                                                  | 崇福寺・長崎女子高等学校・長崎玉成高等学校 |
| 本線       | 34          | 思案橋           | しあんばし           | 0.3                | 0.3                                                  | 思案橋                                     |
| 本線       | 33          | 観光通           | かんこうどおり       | 0.2                | 0.5                                                  | 浜屋百貨店・ハマクロス411                  |
| 本線       | 36          | 浜町アーケード   | はまのまちあーけーど | 0.2                | 0.7                                                  | 浜町アーケード                             |
| 蛍茶屋支線 | 36          | 浜町アーケード   | はまのまちあーけーど | 0.2                | 0.7                                                  | 浜町アーケード                             |
| 37         | めがね橋    | めがねばし       | 0.4                  | 1.1                | 眼鏡橋・長崎女子商業高等学校                         |                                            |
| 38         | 市役所      | しやくしょ       | 0.4                  | 1.5                | 長崎市民会館・興福寺・長崎警察署                     |                                            |
| 39         | 諏訪神社    | すわじんじゃ     | 0.5                  | 2.0                | 諏訪神社・済生会長崎病院・長崎大学経済学部           |                                            |
| 40         | 新大工町    | しんだいくまち   | 0.2                  | 2.2                | 亀山社中記念館                                       |                                            |
| 41         | 新中川町    | しんなかがわまち | 0.4                  | 2.6                | シーボルト記念館・長崎県立鳴滝高等学校・瓊浦高等学校 |                                            |
| 43         | 蛍茶屋      | ほたるぢゃや     | 0.3                  | 2.9                | 聖母の騎士高等学校                                   |                                            |